# Zoël Amberg
Zoël Amberg, född den 25 september 1992 i Stans, är en schweizisk racerförare. Han startade sin formelbilkarriär 2009 med att tävla i olika europeiska Formel Renault-mästerskap, och redan 2010 vann han Formula Renault 2.0 Middle European Championship med Jenzer Motorsport. 2011 tävlade han i GP3 Series och Euroformula Open Championship utan någon större framgång. Trots det lyckades han inför 2012 få en styrning i Formula Renault 3.5 Series med Pons Racing, vilket han fortsatte med under 2013 men bytte stall till AV Formula inför 2014. Under 2015 tävlar han i GP2 Series med Team Lazarus.

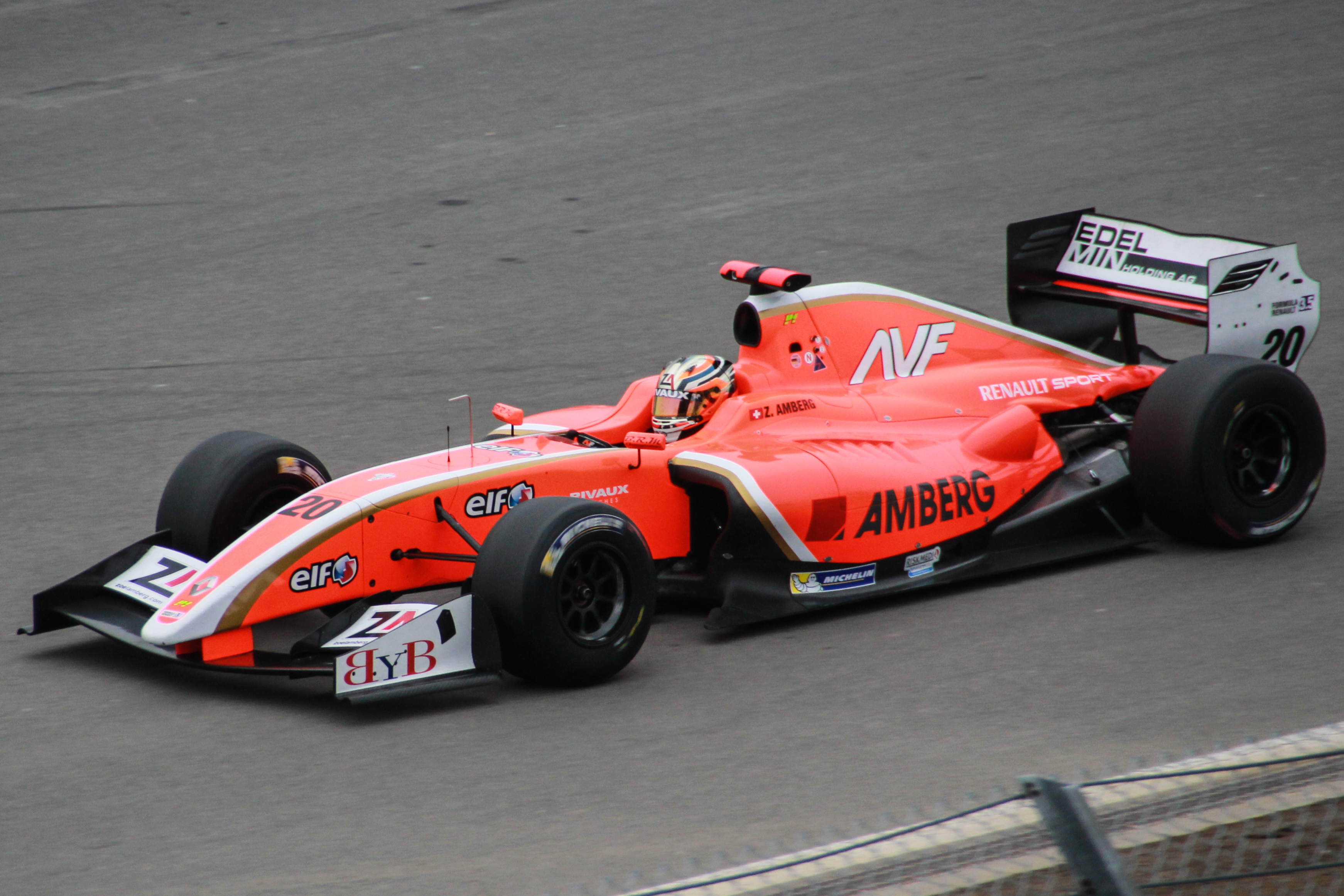
Zoël Amberg på Nürburgring 2014.